# Pierre-Louis-Stanislas Lefebvre
Ne doit pas être confondu avec Pierre-Louis Lefebvre-Laroche.
Pour les articles homonymes, voir Lefebvre.
Pierre-Louis-Stanislas Lefebvre, dit Lefebvre de la Seine-Inférieure, né le 16 mars 1752 à Méru (Oise) et mort le 7 mai 1817 à Gournay (Seine-Inférieure), est un homme politique français.

## Biographie
Lefebvre est avant la Révolution propriétaire terrien à Gamaches. Il occupe après 1789 les fonctions de receveur de district.
En septembre 1792, Lefebvre est élu député du département de la Seine-Inférieure, le neuvième sur seize, à la Convention nationale.
Il siège sur les bancs de la Gironde. Lors du procès de Louis XVI, il vote en faveur de l'appel et du sursis et se prononce pour la détention durant la guerre puis le bannissement à la paix. Il vote en faveur de la mise en accusation de Jean-Paul Marat et en faveur du rétablissement de la Commission des Douze. En octobre 1793, pour avoir signé une protestation contre les journées du 31 mai et du 2 juin, il est décrété d'arrestation sur motion de Jean-Pierre-André Amar. Lui et les autres signataires sont libérés et réintégrés à leur poste le 18 frimaire an III (8 décembre 1794).
Après l'insurrection royaliste du 13 vendémiaire an IV (5 octobre 1795), Lefebvre entre à la Commission des Dix-Sept chargée de contrôler la conduite des citoyens employés dans les bureaux de la Convention.
En l'an IV (1795), Lefebvre de la Seine-Inférieure est réélu au Conseil des Cinq-Cents, avec 127 voix sur 485 votants. Il y siège jusqu'en l'an VIII (1799), date à laquelle il quitte la vie publique.
Retiré à Gournay, il y décède en 1817 à 65 ans.

## Sources
1. ↑  Archives parlementaires de 1787 à 1860, Première série, tome 52, p. 58.
2. ↑  Jacques-François Froullé, « Liste comparative des cinq appels nominaux. Faits dans les séances des 15, 16, 17, 18 et 19 janvier 1793, sur le procès et le jugement de Louis XVI [...] » , sur www.gallica.bnf.fr, 1793 (consulté le 5 décembre 2023)
3. ↑  Archives parlementaires de 1787 à 1860, Première série, tome 62, séance du 13 avril 1793, p. 71.
4. ↑  Archives parlementaires de 1787 à 1860, Première série, tome 65, séance du 28 mai 1793, p. 533.
5. ↑  Archives parlementaires de 1787 à 1860, Première série, tome 75, séance du 3 octobre 1793, p. 521.
6. ↑  Archives parlementaires de 1787 à 1860, Première série, tome 103, séance du 18 frimaire an III (8 décembre 1794), p. 213.

- « Pierre-Louis-Stanislas Lefebvre », dans Adolphe Robert et Gaston Cougny, Dictionnaire des parlementaires français, Edgar Bourloton, 1889-1891 [détail de l’édition] [texte sur Sycomore]
- Jean Baptiste Robert, Vie politique de tous les députés à la Convention nationale, 1814